# مانويل ميجيل
مانويل ميجيل (بالإسبانية: Manuel Miquel Serrano)‏ (23 أغسطس 1994 ببالما ديل ريو في إسبانيا - ) هو لاعب كرة قدم إسباني في مركز الوسط. لعب مع نادي ألباسيتي ونادي قرطبة وCórdoba CF B ‏.

## روابط خارجية
- مانويل ميجيل على موقع قاعدة بيانات كرة القدم.إي يو (الإنجليزية)
- مانويل ميجيل على موقع Soccerway.com (الإنجليزية)